# Internationale Robert-Musil-Gesellschaft
Die Internationale Robert-Musil-Gesellschaft (abgekürzt: IRMG) ist eine literarische Gesellschaft in der Rechtsform eines Vereins mit Sitz in Wien. Ihr Ziel ist es, „das Verständnis der Werke Robert Musils zu fördern und seine geistige Hinterlassenschaft zu pflegen. Sie möchte insbesondere durch den Gedankenaustausch der Wissenschaftler und Wissenschaftlerinnen in aller Welt und all jenen, die den Dichter kennen und schätzen, die Erforschung seines Werkes unterstützen, sein Andenken bewahren, sein geistiges Vermächtnis ehren und dazu beitragen, seine hinterlassenen Schriften zu veröffentlichen“.

## Geschichte
Die Gesellschaft wurde am 11. Juni 1974 im Palais Lobkowitz in Wien unter der Schirmherrschaft des damaligen österreichischen Bundeskanzlers Bruno Kreisky gegründet. Direkter Anlass war ein internationales Symposium zu Robert Musil, das 1973 an der von Marie-Louise Roth geleiteten Arbeitsstelle für Robert-Musil-Forschung in Saarbrücken stattgefunden hatte. Bruno Kreisky hatte zur Gründung einer Musil-Gesellschaft angeregt. Zum Kuratorium der Gesellschaft gehörten neben Kreisky Philippe Jaccottet, Bruno Fürst, Bernard Guillemin, Musils Schwiegersohn Otto Rosenthal, Hermann Kesten, Friedrich Torberg, Jean Rudolf von Salis, Ignazio Silone, André Malraux und Germanisten aus Ost- und Westeuropa sowie den Vereinigten Staaten. Bei der Zusammensetzung des Vorstandes wurde auf Internationalität Wert gelegt. Die Gesellschaft hatte ihren Sitz zuerst in Saarbrücken, später in Klagenfurt und in Salzburg. Seit 2022 befindet sich der Sitz der Gesellschaft in Wien.
Bisherige Präsidenten der Gesellschaft waren Marie-Louise Roth (1974–2001), Peter Henninger (2001–2008), Klaus Amann (2009–2016), Norbert Christian Wolf (seit 2016).
Eine erste Musil-Gesellschaft wurde 1932 in Berlin gegründet. Ihr Zweck bestand darin, Musil finanziell zu unterstützen. Ihr gehörten u. a. Curt Glaser, der Direktor der Staatlichen Kunstbibliothek, Arthur Rosin und Hugo Perls an. Wegen der Machtübernahme der Nationalsozialisten wurde die Gesellschaft bereits 1933 wieder aufgelöst.
1934 wurde auf Initiative von Bruno Fürst und Otto Pächt in Wien eine zweite inoffizielle Musil-Gesellschaft gegründet, ebenfalls mit dem primären Zweck der finanziellen Unterstützung. Musils Weiterarbeit an Der Mann ohne Eigenschaften wurde dadurch wesentlich befördert. Die Gesellschaft bestand bis zum sogenannten Anschluss Österreichs 1938.

## Aktivitäten
Die Gesellschaft organisiert Lesungen, Ausstellungen sowie wissenschaftliche Symposien und gibt Publikationen heraus. Im Zweijahresrhythmus erscheint seit 1975 das Jahrbuch Musil-Forum. Das Internetportal Musil online stellt Musils Werke und nachgelassene Schriften in digitaler und wissenschaftlich geprüfter Form zur Verfügung.